# Carl Maria Savery
Carl Maria Savery, geboren als August Martin Schumacher (* 1897 in Deutschland, wahrscheinlich in Hamburg; † 1969) war ein Musikpädagoge und Musiktherapeut.

## Leben
Saverys Mutter war Italienerin, sein Vater ein Hamburger namens Schumacher. Savery wurde Pianist und kam in frühen Jahren nach Dänemark, wo er eingebürgert wurde. In Dänemark führte er 1929 die deutsche Volksmusikschule (u. a. in Horsens) ein. Er wirkte in Frederiksberg. Nach dem Zweiten Weltkrieg betreute er Deutsche im Flüchtlingslager Kløvermarken, eine „Flüchtlingsstadt“, die ihn für seine Verdienste im Bereich „Kultur und Unterhaltung“ zum Ehrenbürger ernannte. Danach gründete er das „Haus der Freunde“ in der Schweiz.
Er trug einen Doktortitel. Der Musiker Finn Savery ist sein Sohn.

## Weblink
- Kurzbiografie